# Élections régionales de 1988 en Schleswig-Holstein
Les élections régionales de 1988 en Schleswig-Holstein (en allemand : Landtagswahl in Schleswig-Holstein 1988) se tiennent le 8 mai 1988, afin d'élire les 74 députés de la 12e législature du Landtag pour un mandat de quatre ans.
Le scrutin est marqué par la large victoire du SPD, qui remporte la majorité absolue des sièges avec la majorité absolue des voix, réalisant ainsi le meilleur résultat pour un parti dans toute l'histoire du Land. Björn Engholm est donc investi ministre-président.

## Contexte
Aux élections régionales du 13 septembre 1987, le SPD, dans l'opposition depuis 1950 et emmené par l'ancien ministre fédéral Björn Engholm, remporte le scrutin avec 45,2 % des voix et 36 députés sur 74. C'est alors la première fois depuis les élections de 1954 qu'il constitue la première force politique du Land.
Au pouvoir depuis 37 ans et bénéficiant de la majorité absolue depuis 1971, la CDU du ministre-président Uwe Barschel arrive donc en deuxième position. Elle rassemble 42,6 % des suffrages et fait élire 33 parlementaires. Le FDP du député fédéral Wolf-Dieter Zumpfort fait lui son retour au Landtag avec quatre élus, franchissant de peu le seuil électoral des 5 %.
L'« affaire Barschel », déclenchée à la veille du scrutin par les révélations du journaliste Reiner Pfeiffer sur les machinations mises en place par le ministre-président pour discréditer Engholm, empoisonne la situation post-électorale. Barschel remet sa démission le 25 septembre et le vice-ministre-président Henning Schwarz assume l'intérim à la direction du gouvernement régional. Le FDP apporte son soutien à la CDU, mais les accusations contre l'ancien chef de l'exécutif lui aliènent l'appui indispensable du député de la SSW, de telle sorte qu'aucun candidat ne peut réunir de majorité pour une investiture. Le 11 octobre, Barschel est retrouvé mort dans un hôtel de Genève, la police concluant à un suicide.
Face à cette impasse parlementaire, de nouvelles élections sont convoquées. L'Union chrétienne-démocrate désigne alors le ministre de la Justice Heiko Hoffmann comme nouveau chef de file électoral.

## Mode de scrutin
Le Landtag est constitué de 74 députés (en allemand : Mitglied des Landtags, MdL), élus pour une législature de quatre ans au suffrage universel direct et suivant le scrutin proportionnel d'Hondt.
Chaque électeur dispose d'une voix, qui compte double : elle lui permet de voter pour un candidat de sa circonscription, selon les modalités du scrutin uninominal majoritaire à un tour, le Land comptant un total de 44 circonscriptions ; elle est alors automatiquement attribuée au parti politique dont ce candidat est le représentant.
Lors du dépouillement, l'intégralité des 74 sièges est répartie en fonction des voix attribuées aux partis, à condition qu'un parti ait remporté 5 % des voix au niveau du Land. Cette limite ne s'applique pas à la Fédération des électeurs du Schleswig du Sud, qui représente les Danois d'Allemagne. Si un parti a remporté des mandats au scrutin uninominal, ses sièges sont d'abord pourvus par ceux-ci.
Dans le cas où un parti obtient plus de mandats au scrutin uninominal que la proportionnelle ne lui en attribue, la taille du Landtag est augmentée jusqu'à rétablir la proportionnalité.

## Campagne

### Principales forces
| Parti | Parti                                                                              | Chef de file                            | Résultats de 1987          |
| ----- | ---------------------------------------------------------------------------------- | --------------------------------------- | -------------------------- |
|       | Parti social-démocrate d'Allemagne Sozialdemokratische Partei Deutschlands         | Björn Engholm                           | 45,2 % des voix 36 députés |
|       | Union chrétienne-démocrate d'Allemagne Christlich Demokratische Union Deutschlands | Heiko Hoffmann (Ministre de la Justice) | 42,6 % des voix 33 députés |
|       | Parti libéral-démocrate Freie Demokratische Partei                                 | Wolf-Dieter Zumpfort                    | 5,2 % des voix 4 députés   |
|       | Fédération des électeurs du Schleswig du Sud Südschleswigscher Wählerverband       | Karl Otto Mayer                         | 1,5 % des voix 1 député    |

## Résultats

### Voix et sièges
| Parti                             | Parti                                              | Voix      | Voix  | Sièges | Sièges        | Sièges | Sièges | Sièges        |
| Parti                             | Parti                                              | Votes     | %     | MU1    | +/-           | Liste  | Total  | +/-           |
| --------------------------------- | -------------------------------------------------- | --------- | ----- | ------ | ------------- | ------ | ------ | ------------- |
|                                   | Parti social-démocrate d'Allemagne (SPD)           | 857 956   | 54,76 | 44     | 16            | 2      | 46     | 10            |
|                                   | Union chrétienne-démocrate d'Allemagne (CDU)       | 521 264   | 33,27 | 0      | 16            | 27     | 27     | 6             |
|                                   | Parti libéral-démocrate (FDP)                      | 69 620    | 4,44  | 0      | en stagnation | 0      | 0      | 4             |
|                                   | Les Verts (Grünen)                                 | 44 898    | 2,87  | 0      | en stagnation | 0      | 0      | en stagnation |
|                                   | Fédération des électeurs du Schleswig du Sud (SSW) | 26 643    | 1,70  | 0      | en stagnation | 1      | 1      | en stagnation |
|                                   | Parti national-démocrate d'Allemagne (NPD)         | 19 154    | 1,22  | 0      | Nv.           | 0      | 0      | Nv.           |
|                                   | Autres                                             | 27 302    | 1,74  | 0      | en stagnation | 0      | 0      | en stagnation |
|                                   |                                                    |           |       |        |               |        |        |               |
| Votes valides                     | Votes valides                                      | 1 566 837 | 99,14 |        |               |        |        |               |
| Votes blancs et nuls              | Votes blancs et nuls                               | 13 628    | 0,86  |        |               |        |        |               |
| Total                             | Total                                              | 1 580 465 | 100   | 44     | en stagnation | 30     | 74     | en stagnation |
| Abstentions                       | Abstentions                                        | 460 597   | 22,57 |        |               |        |        |               |
| Nombre d'inscrits / participation | Nombre d'inscrits / participation                  | 2 041 062 | 77,43 |        |               |        |        |               |